# Tampa Open 1991
Il Tampa Open 1991 è stato un torneo di tennis giocato sulla terra rossa. È stata la 4ª edizione del torneo, che fa parte della categoria World Series nell'ambito dell'ATP Tour 1991. Si è giocato ad Tampa negli Stati Uniti dal 29 aprile al 5 maggio 1991.

## Campioni

### Singolare maschile
Richey Reneberg ha battuto in finale  Petr Korda con il punteggio di 4–6 6–4 6–2

### Doppio maschile
Ken Flach /  Robert Seguso hanno battuto in finale  David Pate /  Richey Reneberg con il punteggio di 6–7, 6–4, 6–1